# Polly (film)
Polly är en amerikansk musikalisk TV-film från år 1989, regisserad av Debbie Allen. Handlingen är baserad på den klassiska ungdomsromanen Pollyanna.

## Handling
Denna film utspelas i Alabama under 1950-talet och uppvisar en helt afro-amerikansk ensemble (med undantag av Celeste Holm). Keshia Knight Pulliam spelar Polly Whittier, ett föräldralöst barn som flyttar in hos sin tant Polly Harrington (Phylicia Rashad) och försöker att förena den lilla sydstatsbyn under segregationens era.
Polly visade sig vara en fullträff och en uppföljare, Polly: Comin' Home!, gjordes år 1990. Båda dessa filmer finnes tillgängliga på DVD exklusivt från Disney Movie Club och Disney Movie Rewards.

## Rollista (i urval)
- Keshia Knight Pulliam – Polly Whittier
- Phylicia Rashād – Tant Polly Harrington
- Dorian Harewood – Dr. Robert Shannon
- Barbara Montgomery – Mrs. Conley
- T. K. Carter – George Dodds
- Vanessa Bell Calloway – Nancy Palmer
- Brandon Quintin Adams – Jimmy Bean
- Thelma "Butterfly" McQueen – Miss Priss
- Larry Riley – Pastor Gillis
- Brock Peters – Mr. Pendergast
- Celeste Holm – Miss Snow
- Ken Page – Borgmästare Warren

## Musikalnummer
1. By Your Side – Polly
2. Honey Ain't Got Nothin' On You – Polly, Nancy, & Girls
3. Sweet Little Angel Eyes – Jimmy Bean, Polly, George, Nancy, & Children
4. Something More – Aunt Polly
5. Shine A Light – Mayor Warren, Dr. Shannon, & George
6. Rainbow Maker – Polly, Nancy, & Aunt Polly
7. Stand Up – Reverend Gillis, Dr. Shannon, & Congregation
8. Finale – Company

- Soundtrack utgivet på CD-skiva år 1989 av Walt Disney Records